# Toxostoma ocellatum
El cuitlacoche ocelado o cuitlacoche manchado (Toxostoma ocellatum) es una especie de ave paseriforme en la familia Mimidae endémica de México.

## Descripción

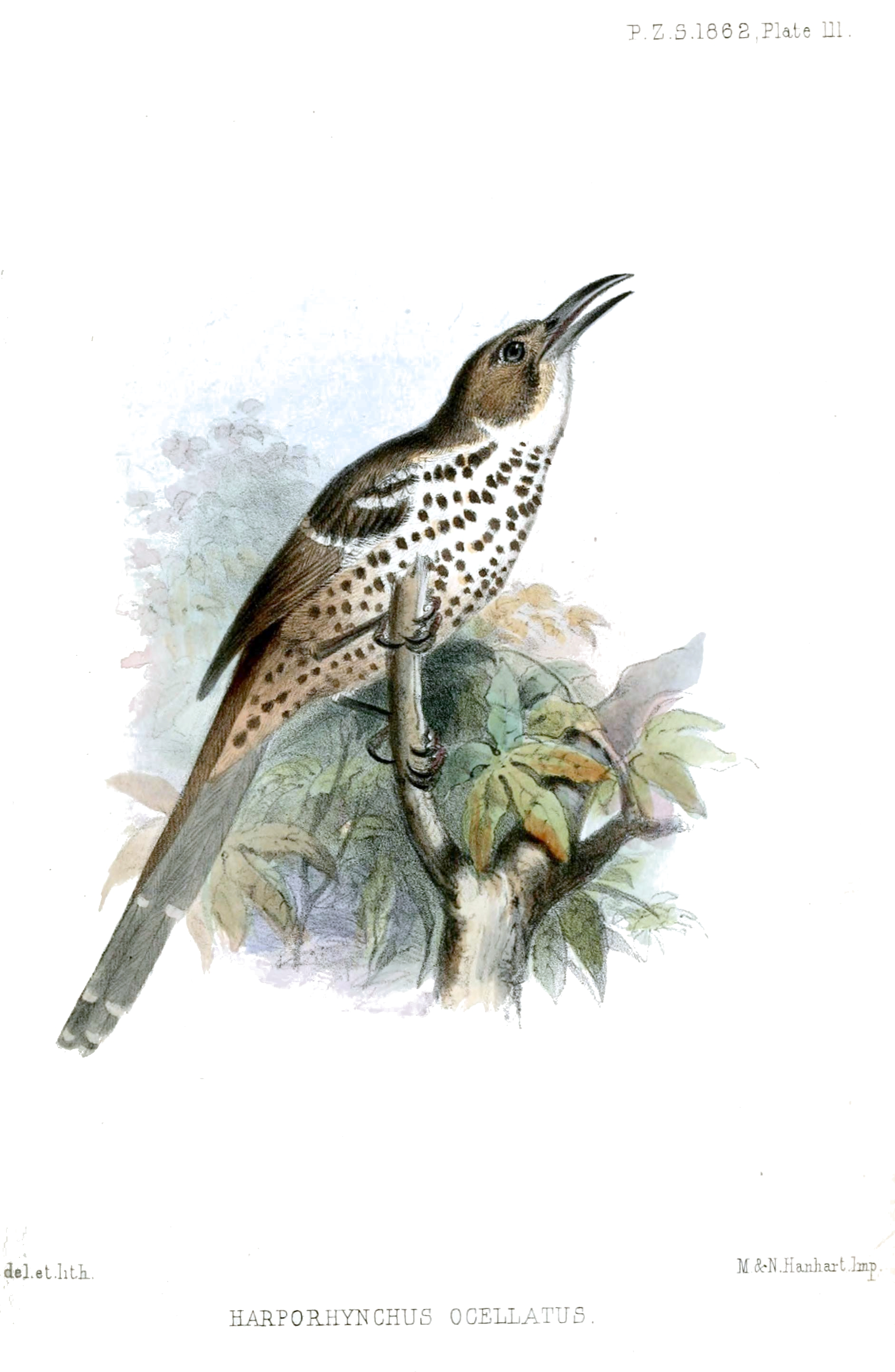
Ilustración de Toxostoma ocellatum en Proceedings of the Zoological Society of London 1862

Mide unos 30 cm de longitud. Las partes superiores son de color marrón, mientras que las partes inferiores son de color blanco con manchas circulares de color negro. Las plumas exteriores de la cola tienen las puntas blancas. Tiene un canto largo con frases de dos o tres notas.
Al igual que otros cuitlacoches, esta ave busca comida en el suelo, usando su largo pico para mover hojas muertas o tierra, en busca de insectos.

## Distribución
Es endémica de las tierras altas del centro-sur de México, desde el sur de San Luis Potosí en el norte, a través de Guanajuato, Querétaro, Hidalgo, el estado de México, la Ciudad de México, Tlaxcala, Veracruz, Morelos, Guerrero y Puebla, hasta Oaxaca en el sur. Su hábitat incluye matorrales secos y zonas abiertas de bosques de roble y pino entre los 1500 y 3000 metros sobre el nivel del mar.

## Subespecies
Hay dos subespecies reconocidas:
- Toxostoma ocellatum ocellatum (Sclater, PL, 1862)– tierras altas del centro de México (San Luis Potosí a Hidalgo y México);
- Toxostoma ocellatum villai Phillips, AR, 1986– tierras altas de bosques de roble y pino en el sur de México (de Puebla a Oaxaca).